# 洛片河
洛片河（烏克蘭語：Лопень），是烏克蘭西南部的河流，屬於索博克河的右支流。該河流經文尼察州的文尼察區，河道全長11公里，流域面積25.4平方公里。